# Dîci, Burîn
Dîci (în ucraineană Дич) este un sat în comuna Cervona Sloboda din raionul Burîn, regiunea Sumî, Ucraina.

## Demografie
Componența lingvistică a localității Dîci
     Ucraineană (97,74%)
     Rusă (1,51%)
     Alte limbi (0,75%)
Conform recensământului din 2001, majoritatea populației localității Dîci era vorbitoare de ucraineană (97,74%), existând în minoritate și vorbitori de rusă (1,51%).